# De Cock en de rituele moord
De Cock en de rituele moord is het vierenzeventigste deel van de Nederlandse detectiveserie De Cock. Peter Römer bewerkte voor de vierde keer een script en dit keer van de 108e en 109e televisie-dubbelaflevering uit 2004 met als titel: De Cock en de moord op het verleden”.
De sfeer van het boek en die van de televisieaflevering komen overeen, waarbij veel details afwijken. Appie Keizer doet wel al van het begin af aan mee met het onderzoek, maar Iris de Graaff komt niet in het boek voor. De thematiek is gelijk.

## Verhaal
Vlak na elkaar worden in het Westerpark en in een kofferbak aan de Ruysdaelkade de lijken gevonden van Julika en Myriam. Beide prostituees zijn door het hoofd geschoten en in hun buik is hetzelfde teken gekrast. Tijdens het onderzoek blijkt dit teken een symbool van het huwelijk te zijn volgens het Boeddhisme. Beide dames huurden een kamer van Karel Raaff, een nieuwe exploitant, afkomstig uit Rotterdam.
De Cock ontdekt dat de eigenaar van de panden waarin de prostituees werkten een conflict heeft met de maffia. Als blijkt dat deze eigenaar een goede bekende is van een oude vriendin van De Cock, overweegt De Cock het aanbod van Buitendam om met pensioen te gaan.

## Ontvangst
Het werk van Römer ontving uiteenlopende reviews. Hebban noemde het boek "met weinig diepgang" maar vond het toch "...lekker leesvoer." NBD Biblion schreef in zijn recensie: "het leest plezierig". M.P.O. Books schreef in een recensie: "Dit deeltje is een breuk met het verleden en past (...) niet goed in de reeks."